# موزلی بیکر
موزلی بیکر (Moseley Baker) (20 سپتامبر ۱۸۰۲–۸ نوامبر ۱۸۴۸)، وکیل، سیاستمدار و افسر نظامی آمریکایی بود که به عنوان سخنگوی خانه نمایندگان آلاباما و همچنین دو دوره را در کنگره جمهوری تگزاس خدمت نمود، جاییکه فرایند استیضاح رئیس‌جمهوری ساموئل هیوستون را را رهبری نمود. او طی انقلاب تگزاس دسته‌ای از مردان را برای جنگ در ارتش تگزاس را رهبری کرد و در نبرد سن جاسینتو نیز مجروح شد. او را سرتیپ جمهوری شبه‌نظامیان تگزاس نامیدند.

## اوان زندگی
موزلی بیکر در ۲۰ سپتامبر ۱۸۰۲ میلادی در نورفک ویرجینیا بدنیا آمد. او فرزند هوریس بیکر و ربکا موزلی بود. وی به مونتگومری آلاباما در جوانی نقل مکان نمود. در آنجا وکیل شده و همچنین مؤسس و اولین ویرایشگر «مونتگومری ادورتایزر» بود. او به عنوان نماینده در خانه نمایندگان آلاباما در ۱۸۲۹ میلادی انتخاب شده و به عنوان سخنگو انتخاب شد.
بیکر ولخرجی کرد و عمیقاً بدهکار شد. در ۱۸۳۲ میلادی به دلیل کلاهبرادری از بانک آلاباما دستگیر شد. او به زودی فرار کرد و به سوی تگزاس مکزیکی راه خود را پیدا نمود. او وارد سان فلیپ دو آستین شد در حالی که تنها ۱ دلار در جیب خود داشت. بعد از این که ۱۰ دلار را از یکی دیگر از ساکنین قرض گرفت فعالیت حقوقی خود را افتتاح نمود.
بیکر، همسرش و دخترشان در مارس ۱۸۳۵ میلادی به لیبرتی نقل مکان نمودند. در اکتبر او زمینی را در مستعمره لورنسو د ساوالا بر روی خلیج گلوستون بدست آورد.

## انقلاب تگزاس

### ۱۸۳۵
با تند شدن روابط بین مستعمرات تگزاس و حکومت مکزیک، بیکر شروع به حمایت از استقلال مکزیک نمود. در ژوئیه ۱۸۳۵ میلادی، ژنرال مکزیک، مارتین پرفکتو د کاس قرارهای دستگیری بیکر و پنج نفر دیگر را صادر کرد که همگی متهم به دلالی زمین و شراکت در «آشوب‌های آناهواک» بودند. مقامات محلی از اعمال این احکام امتناع کرده و آن افراد هیچگاه دستگیر نشدند. تمامی مردان در جوامع خود به خوبی مورد احترام قرار گرفته و این احکام تا حد زیادی سایر مستعمرات را خشمگین ساخت. این مسئله به همراه اخباری مبنی بر این که «کاس» در حالی رهبری نیروی بزرگ نظامی به سمت تگزاس است، موجب شد که بسیاری از مستعمرات جهت پذیرش ایده شورش آماده شوند. در ماه اوت، بیکر شروع به جذب نیروهایی کرد که مشتاق جنگ برای استقلال بودند.
جنگ در اکتبر ۱۸۳۵ میلادی شروع شد. بیکر در اولین نبرد در گونزالس سرباز وظیفه بود. هنگامی که آن نبرد پایان یافت، بیکر توده ارتش را به سمت سن آنتونیو همراهی کرد، جاییکه محاصره نیروهای «کاس» که در ایستگاه مبلغان آلامو استقرار یافته بودند را آغاز نمودند. چندین کشمکش جزئی طی محاصره روی داد. بیکر در نبرد گراس جنگید و در هجوم نهایی بر شهر اوایل دسامبر شرکت جست. نیروهای کاس شکست خوردند و از تگزاس به سمت بیرون حرکت کردند.
درحالی که هیچ‌کدام از نیروهای مکزیکی در تگزاس باقی نماندند، بسیاری از تگزاسی‌ها معتقد بودند که جنگ تمام شده‌است. مردانی شامل بیکر ارتش را ترک کرده و به سوی خانواده‌هایشان بازگشتند. با این حال در فوریه ۱۸۳۶ میلادی، رئیس‌جمهور مکزیکی آنتونیو لوپز دو سانتا آنا دسته بزرگی از نیروهای مکزیکی را به سوی تگزاس رهبری نمود. سانتا آنا توده ای از نیروهای ارتشی خود را به سمت بکسار آورد، جاییکه در آنجا نیروهای تگزاسی کوچک مستقر در آلامو را محاصره نمودند. فرماندار تگزاسی ویلیام بی. تراویس افرادی را حول آن منطقه ارسال کرد که طلب تجدید قوا می‌کردند.

## سال‌های آخر
از اکتبر ۱۸۳۶ میلادی تا ژوئن ۱۸۳۷ میلادی، بیکر در اولین کنگره جمهوری تگزاس با نمایندگی از شهرستان آستین خدمت نمود. او تلاش کرد تا هوستون را استیضاح کند، کسی که رئیس شهرستان جدید را انتخاب کرده بود؛ اما فرایند استیضاح دچار شکست شد. بیکر قبل از انقضای دوره تصدیش به شهرستان گلویستن نقل مکان کرد. او توانست در آنجا برای دور دوم از نوامبر ۱۸۳۸ تا ژانویه ۱۸۳۹ میلادی نیز خدمت کند.
کنگره بعدی بیکر را به عنوان سرتیپ شبه‌نظامیان منصوب ساخت. او اردویی را در مقابل سرخپوستان در طول رودخانه برازوس رهبری نمود. بیکر برای دور سوم جهت خدمت در ششمین کنگره در ۱۸۴۱ میلادی خدمت نمود، اما از آرکیبالد وینز با اختلاف یک رأی باخت. او مجدداً در ۱۸۴۲ میلادی بعد از هجوم ژنرال مکزیکی «آدریان وول» به بکسار به سمت سرتیپی گماشته شد. بیکر دسته‌ای از مردان را برانگیخت، اما مریض شده و مجبور شد تا فرماندهی را به گاردینر اسمیت واگذار کند.
بیکر عداوتش را با هوستون ادامه داد و در نامه سرگشاده‌ای در ۱۸۴۴ میلادی این عداوت را به حد اعلی رسیاند، او در این نامه هوستون را اینگونه نامید: «بزرگترین نفرینی که پراویدنس در خشم و غضب خود می‌توانست به کشور ارسال نماید». بعد از مرگ همسرش، بیکر واعظ متدیست شد. او نوع مذهب خود را از طریق روزنامه خودش با عنوان «اونجلیست واقعی» ترویج نمود. گرچه که رهبران متودیستی که با برخی از آموزه‌های بیکر مخالف بودند از او خواستند که انتشار آن روزنامه را متوقف کرده و بیکر نیز درخواستش را رد کرد.
بیکر در ۴ نوامبر ۱۸۴۸ میلادی بر اثر تب زرد در هیوستون فوت کرد. جسد او ابتدا در قبرستان جفرسون دیویس قبل از انتقال به قبرستان اسقفی قرار گرفت. در ۱۹۲۹ میلادی، بقایای او نبش قبر شده و مجدداً در قبرستان ایالتی تگزاس قرار گرفت.

## ارجاعات
1. 1 2 3  Cutrer, Handbook of Texas.
2. ↑  Moore (2004), p. 31.
3. ↑  Henson, Margaret Swett (July 1986), "Tory Sentiment in Anglo-Texan Public Opinion, 1832–1836", Southwestern Historical Quarterly, Texas State Historical Association, 90: 18